# Badminton bei den Sukan Malaysia
Badminton steht bei den Sukan Malaysia seit der Erstauflage 1986 im Grundprogramm dieser im zweijährigen Rhythmus ausgetragenen malaysischen Nationalspiele. Es werden dabei fünf Individualwettbewerbe und zwei Teamwettbewerbe ausgetragen.

## Die Titelträger
| Saison    | Herreneinzel        | Dameneinzel                  | Herrendoppel                                 | Damendoppel                       | Mixed                                       | Team (m/w)            |
| --------- | ------------------- | ---------------------------- | -------------------------------------------- | --------------------------------- | ------------------------------------------- | --------------------- |
| 1986 2006 | keine Daten         | keine Daten                  | keine Daten                                  | keine Daten                       | keine Daten                                 | keine Daten           |
| 2008      | Chong Wei Feng      | Julia Wong Pei Xian          | Chow Pak Chuu Mak Hee Chun                   | Ng Hui Lin Woon Khe Wei           | Tan Wee Kiong Haw Chiou Hwee                | Sabah Kedah           |
| 2010      | Arif Abdul Latif    | Tee Jing Yi                  | Teo Kok Siang Tan Wee Kiong                  | Ng Hui Ern Ng Hui Lin             | Vountus Indra Mawan Marylen Ng Poau Leng    | Johor Sabah           |
| 2012      | Zulfadli Zulkiffli  | Yang Li Lian                 | Ow Yao Han Tai An Khang                      | Chow Mei Kuan Shevon Jemie Lai    | Chooi Kah Ming Lai Pei Jing                 | Selangor Kuala Lumpur |
| 2014      | Zulfadli Zulkiffli  | Goh Jin Wei                  | Jagdish Singh Low Juan Shen                  | Lee Meng Yean Yap Cheng Wen       | Ong Yew Sin Lee Meng Yean                   | Selangor Kuala Lumpur |
| 2016      | Soo Teck Zhi        | Goh Jin Wei                  | Aaron Chia Ong Yew Sin                       | Goh Yea Ching Peck Yen Wei        | Ong Yew Sin Yap Cheng Wen                   | Selangor Pulau Pinang |
| 2018      | Tan Jia Wei         | Kisona Selvaduray            | Aaron Chia Tee Kai Wun                       | Anna Cheong Ching Yik Toh Ee Wei  | Aaron Chia Toh Ee Wei                       | Pulau Pinang Selangor |
| 2022      | Ng Tze Yong         | Siti Nurshuhaini Binti Azman | Tan Kok Xian Tee Kai Wun                     | Toh Ee Wei Yap Ling               | Tee Kai Wun Toh Ee Wei                      | -                     |
| 2024      | Justin Hoh Shou Wei | Wong Ling Ching              | Lok Hong Quan Muhammad Faiq Haziq Bin Masawi | Dania Sofea Binti Zaidi Low Zi Yu | Aaron Tai Wei Qin Noraqilah Maisarah Ramdan |                       |